# 稚内港湾施設
稚内港湾施設株式会社（わっかないこうわんしせつ）は、北海道稚内市に本社を置く企業である。造船業および船舶の補修を主要事業とし、この他に鉄骨やタンク建設、配管工事等も手がける。
また、日本政策投資銀行と稚内市が主要株主に名を連ねる第三セクターであり、サハリン石油天然ガス開発関係工事にも参画している。
船舶修繕業務では、国土交通省による舶用内燃機関サービス・ステーション（SS）の証明を取得している。

## 沿革
- 1958年（昭和33年） - 3月17日 創業。
- 1967年（昭和42年） - 8月14日 重車輌整備業認証 取得。
- 1999年（平成11年） - 12月6日 乾ドックの能力が4000tまで対応可能となる。
- 2003年（平成15年） - 鉄骨製作工場として、Mグレードの認定を受ける。
- 2005年（平成17年） - 9月13日 浮きドック「宗海号」を取得。
- 2012年（平成24年） - 10月24日 ISO9001:2008を取得。
- 2017年（平成29年） - 6月19日 ISO9001：2015へ移行。

## 主要取引先
- ハートランドフェリー（株）
- 稚内市役所
- 北海道庁
- 第一管区海上保安部
- JX日鉱日石エネルギー（株）
- 日東水産（株）[3]